# Рамирес, Рауль
Рауль Рамирес (исп. Raúl Ramírez; р. 20 июня 1953, Энсенада) — мексиканский профессиональный теннисист.
- Бывшая первая ракетка мира в парном разряде
- Трёхкратный победитель турниров Большого шлема в мужском парном разряде
- Двукратный победитель Итогового турнира WCT в парном разряде
- Победитель 19 профессиональных турниров в одиночном и 60 в парном разряде

## Личная жизнь
Рауль Рамирес окончил Университет Южной Калифорнии. Во время учёбы он был включён в неофициальную студенческую сборную Северной Америки, а в 1973 году стал серебряным призёром студенческого чемпионата Северной Америки.
После ухода из активного тенниса Рамирес стал директором теннисного центра в мексиканском городе Лорето (Южная Нижняя Калифорния). Он также работает спортивным комментатором на мексиканских телеканалах и Fox Sports и занимается популяризацией тенниса в Мексике.
Рамирес женат. От жены Марицы (мисс Вселенная 1979 года) у него трое детей — Ребека, Рауль-младший и Даниэль.

## Спортивная карьера
Рамирес был лучшим теннисистом Мексики Открытой эры. За 13 лет выступлений в профессиональных теннисных турах Гран-При (организуемом Ассоциацией теннисистов-профессионалов (АТР) и World Championship Tennis (WCT) он завоевал 19 титулов в одиночном разряде (включая Открытый чемпионат Италии 1975 года, где в финале победил другую звезду грунтовых турниров того времени, Мануэля Орантеса, а перед этим действующего чемпиона Бьорна Борга и недавнюю первую ракетку мира Илие Настасе). На его счету в одиночном разряде были выходы как минимум в четвертьфинал во всех турнирах Большого шлема, кроме Открытого чемпионата Австралии, где он не выступал ни разу, и в турнире Мастерс — итоговом турнире года по версии АТР. С 1976 года он трижды подряд заканчивал сезон в десятке сильнейших в рейтинге АТР (на пятом, шестом и восьмом месте), причём в 1976 году стал победителем тура Гран-При по набранным рейтинговым очкам.
Ещё более внушителен послужной список Рамиреса в парном разряде. В апреле 1976 года он стал вторым в истории АТР теннисистом, занявшим первую строчку в недавно созданном рейтинге игроков в парном разряде. Это звание он удерживал в течение 54 недель подряд, а позже ещё дважды ненадолго возвращал его себе. Всего за время выступлений Рамирес завоевал в мужских парах 60 титулов на профессиональных турнирах, из которых более половины — в паре с американцем Брайаном Готтфридом; с 39 победами они являются одной из самых титулованных пар в истории профессионального тенниса. Вместе Готтфрид и Рамирес выиграли с 1975 по 1977 год два Открытых чемпионата Франции и Уимблдонский турнир, а всего вместе играли в финалах турниров Большого шлема семь раз. Свой первый финал на турнире Большого шлема Рамирес провёл в 1973 году в смешанных парах на Уимблдоне, где его партнёршей была Дженет Ньюберри из США, но в финале им противостояла одна из лучших смешанных пар в истории — Билли-Джин Кинг и обладатель Большого шлема в миксте Оуэн Дэвидсон, и Рамиресу так и не удалось стать тогда чемпионом Уимблдона.
К трём титулам на турнирах Большого шлема Рамирес добавил также две победы в итоговом турнире WCT (оба также с Готтфридом). Финал итогового турнира WCT 1983 года, где их с Готтфридом обыграли Хайнц Гюнтхардт и Балаж Тароци, стал для Рамиреса одним из последних в профессиональной карьере, которую он фактически завершил летом того же года после Уимблдонского турнира. 
На протяжении большей части активной карьеры — с 1971 по 1982 год — Рамирес выступал за сборную Мексики в Кубке Дэвиса, представляя главную ударную силу команды. Особенно ярко это проявилось в двух матчах со сборной США в рамках Североамериканской отборочной группы, проведённых в январе и декабре 1975 года. Рамирес в обоих матчах расправился фактически в одиночку с одной из сильнейших теннисных сборных мира, одержав шесть побед в шести играх (четыре в одиночном и две в парном разряде) и победив в том числе Стэна Смита и Джимми Коннорса, а также своего партнёра по парам Брайана Готтфрида. Тем не менее класса Рамиреса не хватило, чтобы вывести команду Мексики в финал Кубка Дэвиса: этому помешал тот факт, что в следующих матчах после побед над американцами жребий сводил её со сборной ЮАР, и мексиканцы оба раза отказывались от игры в знак протеста против режима апартеида. Всего Рамирес провёл за сборную 49 игр в Кубке Дэвиса, выиграв 22 игры в одиночном разряде и 13 в парном.
В 1984 и 1985 году Рамирес был тренером и капитаном сборной Мексики в Кубке Дэвиса. В конце 1985 и в первой половине 1986 года он после долгого перерыва в выступлениях неожиданно снова вернулся на корт. Он провёл, однако, всего три матча в парном разряде — во встрече со сборной Бразилии в Кубке Дэвиса, на «Ролан Гаррос» и в лондонском Куинс-Клабе, — после чего в 33 года окончательно зачехлил ракетку.

## Стиль игры
Историк тенниса Бад Коллинз так отзывается о стиле игры Рамиреса: «Быстрый высокий (180 сантиметров) игрок, обожающий атаковать и импровизировать, великолепно владеющий искусством выхода к сетке».

## Участие в финалах турниров Большого шлема за карьеру (8)

### Мужской парный разряд (7)

#### Победы (3)
| Год  | Турнир                         | Покрытие | Партнёр         | Соперники в финале       | Счёт в финале           |
| ---- | ------------------------------ | -------- | --------------- | ------------------------ | ----------------------- |
| 1975 | Открытый чемпионат Франции     | Грунт    | Брайан Готтфрид | Джон Александер Фил Дент | 6-4, 2-6, 6-2, 6-4      |
| 1976 | Уимблдонский турнир            | Трава    | Брайан Готтфрид | Росс Кейс Джефф Мастерс  | 3-6, 6-3, 8-6, 2-6, 7-5 |
| 1977 | Открытый чемпионат Франции (2) | Грунт    | Брайан Готтфрид | Ян Кодеш Войцех Фибак    | 7-6, 4-6, 6-3, 6-4      |

#### Поражения (4)
| Год  | Турнир                         | Покрытие | Партнёр         | Соперники в финале          | Счёт в финале      |
| ---- | ------------------------------ | -------- | --------------- | --------------------------- | ------------------ |
| 1976 | Открытый чемпионат Франции     | Грунт    | Брайан Готтфрид | Фред Макнейр Шервуд Стюарт  | 6-7, 3-6, 1-6      |
| 1977 | Открытый чемпионат США         | Грунт    | Брайан Готтфрид | Фрю Макмиллан Боб Хьюитт    | 4-6, 0-6           |
| 1979 | Уимблдонский турнир            | Трава    | Брайан Готтфрид | Джон Макинрой Питер Флеминг | 6-4, 4-6, 2-6, 2-6 |
| 1980 | Открытый чемпионат Франции (2) | Грунт    | Брайан Готтфрид | Виктор Амайя Хэнк Пфистер   | 6-1, 4-6, 4-6, 3-6 |

### Смешанный парный разряд (1)
Поражение (1)
| Год  | Турнир              | Покрытие | Партнёр         | Соперники в финале            | Счёт в финале |
| ---- | ------------------- | -------- | --------------- | ----------------------------- | ------------- |
| 1973 | Уимблдонский турнир | Трава    | Дженет Ньюберри | Билли-Джин Кинг Оуэн Дэвидсон | 3-6, 2-6      |

## Участие в финалах итогового турнира WCT в парном разряде (3)

### Победы (2)
| Год  | Место проведения       | Покрытие | Партнёр         | Соперники в финале        | Счёт в финале           |
| ---- | ---------------------- | -------- | --------------- | ------------------------- | ----------------------- |
| 1975 | Мехико, Мексика        | Ковёр    | Брайан Готтфрид | Клифф Драйсдейл Марк Кокс | 7-66, 6-75, 6-2, 7-66   |
| 1980 | Лондон, Великобритания | Ковёр    | Брайан Готтфрид | Том Оккер Войцех Фибак    | 3-6, 6-4, 6-4, 3-6, 6-3 |

### Поражение (1)
| Год  | Место проведения       | Покрытие | Партнёр         | Соперники в финале           | Счёт в финале |
| ---- | ---------------------- | -------- | --------------- | ---------------------------- | ------------- |
| 1983 | Лондон, Великобритания | Ковёр    | Брайан Готтфрид | Хайнц Гюнтхардт Балаж Тароци | 3-6, 5-7, 6-7 |

## Статистика выступлений в центральных турнирах

### Одиночный разряд
| Турнир                       | 1971          | 1972          | 1973          | 1974          | 1975          | 1976          | 1977          | 1978          | 1979          | 1980          | 1981          | 1982          | 1983          | Итого  | В/П за карьеру |
| ---------------------------- | ------------- | ------------- | ------------- | ------------- | ------------- | ------------- | ------------- | ------------- | ------------- | ------------- | ------------- | ------------- | ------------- | ------ | -------------- |
| Открытый чемпионат Австралии | Не участвовал | Не участвовал | Не участвовал | Не участвовал | Не участвовал | Не участвовал | Не участвовал | Не участвовал | Не участвовал | Не участвовал | Не участвовал | Не участвовал | Не участвовал | 0 / 0  | 0—0            |
| Открытый чемпионат Франции   | НУ            | НУ            | 2К            | 1/4           | 1/4           | 1/2           | 1/2           | 1/4           | 1К            | 4К            | 1К            | НУ            | НУ            | 0 / 9  | 26—9           |
| Уимблдонский турнир          | НУ            | НУ            | 1К            | 2К            | 1/4           | 1/2           | 2К            | 1/4           | 2К            | 1К            | 2К            | НУ            | 1К            | 0 / 10 | 17—10          |
| Открытый чемпионат США       | 1К            | 3К            | 3К            | 4К            | 4К            | 2К            | 1К            | 1/4           | 1К            | 1К            | 2К            | 2К            | НУ            | 0 / 12 | 17—12          |
| Мастерс                      | НУ            | НУ            | НУ            | 1/2           | КТ            | КТ            | НУ            | КТ            | КТ            | НУ            | НУ            | НУ            | НУ            | 0 / 5  | 4—12           |
| Итоговый турнир WCT          | НУ            | НУ            | НУ            | НУ            | 1К            | 1К            | НУ            | 1К            | НУ            | НУ            | НУ            | НУ            | НУ            | 0 / 3  | 0—3            |

### Парный разряд
| Турнир                       | 1971          | 1972          | 1973          | 1974          | 1975          | 1976          | 1977          | 1978          | 1979          | 1980          | 1981          | 1982          | 1983          | 1984          | 1985          | 1986 | Итого  |       |
| ---------------------------- | ------------- | ------------- | ------------- | ------------- | ------------- | ------------- | ------------- | ------------- | ------------- | ------------- | ------------- | ------------- | ------------- | ------------- | ------------- | ---- | ------ | ----- |
| Открытый чемпионат Австралии | Не участвовал | Не участвовал | Не участвовал | Не участвовал | Не участвовал | Не участвовал | Не участвовал | Не участвовал | Не участвовал | Не участвовал | Не участвовал | Не участвовал | Не участвовал | Не участвовал | Не участвовал | -    | 0 / 0  | 0—0   |
| Открытый чемпионат Франции   | НУ            | НУ            | 1К            | 2К            | П             | Ф             | П             | 1/2           | 1/4           | Ф             | 1К            | НУ            | НУ            | НУ            | НУ            | 1К   | 2 / 10 | 29—8  |
| Уимблдонский турнир          | НУ            | 1/4           | 3К            | 1/4           | 2К            | П             | 1К            | 1/4           | Ф             | 1/4           | 3К            | НУ            | НУ            | НУ            | НУ            | НУ   | 1 / 10 | 27—9  |
| Открытый чемпионат США       | 1К            | 2К            | 1/2           | 1/4           | 3К            | 2К            | Ф             | 1К            | 2К            | НУ            | 2К            | 1/2           | НУ            | НУ            | НУ            | НУ   | 0 / 11 | 21—11 |
| Итоговый турнир WCT          | -             | -             | НУ            | НУ            | П             | 1/2           | НУ            | НУ            | НУ            | П             | НУ            | НУ            | Ф             | НУ            | НУ            | НУ   | 2 / 4  | 12—3  |